# Karel Krejčí
Karel Krejčí (20. srpna 1904 Praha – 26. června 1979 Praha) byl český spisovatel, slavista, bohemista, významný polonista, literární historik, autor popularizačních knih o Praze a vysokoškolský pedagog.

## Život
Maturoval na malostranském gymnáziu v roce 1923. Pak začal studovat bohemistiku a germanistiku na filozofické fakultě Univerzity Karlovy. Namísto germanistiky brzy začal studovat polonistiku. Jeho učiteli byli např. Marian Szyjkowski, Jan Máchal, Jan Jakubec a Otokar Fischer. V letech 1927–1928 absolvoval stáže na univerzitách v Krakově a ve Varšavě. V roce 1928 získal doktorský titul na základě práce Polské hnutí revoluční v letech 1830–1846 a české národní obrození. Od 1929 byl asistentem slovanského semináře na Filosofické fakultě Univerzity Karlovy. V roce 1934 se habilitoval jako docent polonistiky prací Polská literatura ve vírech revoluce. V průběhu druhé světové války, v době uzavření českých vysokých škol, působil jako středoškolský profesor na obchodní akademii v Praze a dále pracoval ve Slovanském ústavu.
V roce 1945 byl jmenován mimořádným a v roce 1948 řádným profesorem polského jazyka a literatury na filozofické fakultě UK. V roce 1955 byl jmenován členem korespondentem Československé akademie věd, doktorem věd (DrSc.) pro obor filologických věd se pak stal o rok později.
V roce 1956 se ve funkci prorektora postavil na stranu studentů, žádajících obnovení akademických svobod. Proto byl v roce 1958 propuštěn z fakulty. Poté pracoval ve Slovanském ústavu, v Ústavu jazyků a literatur a posléze v Ústavu pro českou a světovou literaturu ČSAV. V roce 1975 odešel do důchodu.
Působil rovněž v Klubu Za starou Prahu, byl 1977–1979 jeho předsedou.

## Spisy (výběr)
- Sociologie literatury, Praha : Archiv Ústavu pro sociální a hospodářskou výchovu, 1944
  - 2. vydání: editoři: Ivo Pospíšil, Miloš Zelenka, Brno : Masarykova univerzita, 2001, ISBN 80-210-2759-2
- Kapitoly o Jakubu Arbesovi, Praha : Československý spisovatel, 1955
- Česká literatura druhé poloviny XIX. století, Praha : Státní pedagogické nakladatelství, 1955, vedoucí autorského kolektivu
- Úvod do dějin a kultury Polska, Praha : SPN, 1958
- A. M. Tilschová, Praha : Československý spisovatel, 1959
- Heroikomika v básnictví Slovanů, Praha : ČSAV, 1964
- Některé nedořešené otázky kolem RKZ, Praha : Slavia, časopis pro slovanskou filologii. Slovanský ústav ČSAV, 1974
- Česká literatura a kulturní proudy evropské, Praha : Československý spisovatel, 1975
- Literatury a žánry v evropské dimenzi. Nejen česká literatura v zorném poli komparatistiky, Úvodní stať napsal Vladimír Svatoň. Vybral, edičně připravil, předmluvu a doslov napsal Marcel Černý. Studiorum slavicorum memoria, sv. 1. Práce Slovanského ústavu AV ČR. Nová řada, sv. 37. Praha : Slovanský ústav AV ČR : Euroslavica, 2014, ISBN 978-80-86420-47-9

### Knihy o Praze
- Praha legend a skutečnosti, Praha : Orbis, 1967
  - ilustrace prvního vydání: Karel Müller
  - ilustrace druhého, upraveného vydání: Michal Brix, Panorama 1981
  - poslední vydání, Praha : XYZ, 2007, ISBN 978-80-86864-91-4
  - vyšlo polsky (Praga, legenda i rzeczywistość, Varšava : Panstwowy Instytut wydawniczy, 1974) a maďarsky (Prága legendái, Budapešť : Gondola Könyvkiadó, 1976)
- Podivuhodné příběhy ze staré Prahy : Ze sbírek starých pražských legend a pověstí, Praha : Odeon, 1971
- Růže z pražských trhů : Karolina Světlá, Popelka Biliánová, Božena Obdržálková, Praha : Odeon, 1981